# Reinhard Lauer

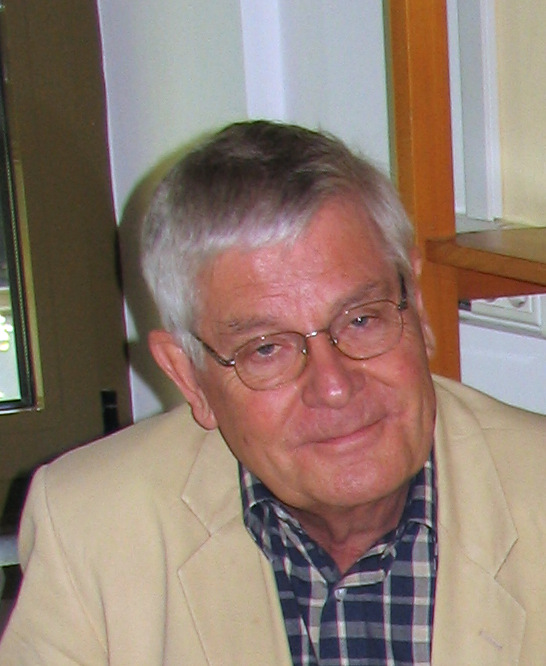
Reinhard Lauer

Reinhard Lauer (geboren 15. März 1935 in Bad Frankenhausen (Kyffh.)) ist ein deutscher Slawist und emeritierter Hochschullehrer.

## Leben
Reinhard Lauer wuchs in seiner Heimatstadt auf, besuchte die Oberschule in Jena und nach der Übersiedlung in den Westen in Bad Hersfeld. Er studierte Slawistik in Marburg, Berlin und in Belgrad und wurde 1960 an der Universität Frankfurt am Main mit einer Dissertation über die Rezeption Heinrich Heines im Serbokroatischen promoviert. Danach war er für zwei Jahre Lektor für deutsche Sprache an der Universität Zagreb und von 1962 bis 1969 Assistent am Slavischen Seminar in Frankfurt, wo er 1969 mit seiner Arbeit über die russische Lyrik und dem Titel „Gedichtform zwischen Schema und Verfall“ habilitiert wurde. 
Er wurde 1969 als Professor für Slavische Philologie an die Universität Göttingen berufen, wo er 
seit 1973 die Zweigstelle der Südosteuropa-Gesellschaft leitete. 2003 wurde er emeritiert. Seit 1980 ist er Mitglied der Akademie der Wissenschaften zu Göttingen. Lauer arbeitet zur russischen, bulgarischen, kroatischen und serbischen Literatur. Er ist Autor einer Vielzahl an Monografien, an Beiträgen in Sammelbänden und Fachzeitschriften und ist Herausgeber und Mitherausgeber von Sammelbänden sowie der Zeitschriften Umjetnost rijeci, Revija und der Zeitschrift für Balkanologie. 
1987 wurde er korrespondierendes Mitglied der Serbischen Akademie der Wissenschaften und Künste, 1989 der Kroatischen Akademie der Wissenschaften und Künste, 1995 der Österreichischen Akademie der Wissenschaften und 2003 der Slowenischen Akademie der Wissenschaften und Künste.

## Schriften (Auswahl)
- Heine in Serbien. Meisenheim am Glan 1961.
- Serbokroatische Heine-Übersetzungen. Wiesbaden 1963.
- Gedichtsform zwischen Schema und Verfall. Sonett, Rondeau, Madrigal, Ballade, Stanze und Triolett in der russischen Literatur des 18. Jahrhunderts. München 1975.
- Il'ja Erenburg und die russische Tauwetter-Literatur. Göttingen 1975.
- (Hrsg.): Europäischer Realismus. Wiesbaden 1980
- Miroslav Krleza und der deutsche Expressionismus. Göttingen 1984.
- Poetika i ideologija. Belgrad 1987.
- (Hrsg.): Sprache, Literatur, Folklore bei Vuk Stefanović Karadžić. Beiträge zu einem internationalen Symposium, Göttingen, 8. – 13. Februar 1987. Harrassowitz Verlag, Wiesbaden 1988
- (Hrsg.): Die Moderne in den Literaturen Südosteuropas (Südosteuropa Jahrbuch; 20). Südosteuropa-Gesellschaft, München 1991
- Serben und Kroaten in Gegenwart und Geschichte. Hannover 1993.
- (als Hrsg.): Slavica Gottingensia : ältere Slavica in der Niedersächsischen Staats- und Universitätsbibliothek Göttingen, bearbeitet von einer Projektgruppe unter der Leitung von Ulrike Jekutsch, Wiesbaden : Harrassowitz 1995, 2. Bände, ISBN 978-3-447-03205-6 (Reihe Opera slavica ; N.F.,30)
- Die russische Seele. Göttingen 1997.
- (Hrsg.): Die Bulgarische Literatur in alter und neuer Sicht; in: Opera Slavica, Neue Folge 26; Harrassowitz Verlag, Wiesbaden 1997
- Geschichte der russischen Literatur von 1700 bis zur Gegenwart. München 2000.
  - Zweite durchgesehene und ergänzte Auflage: Beck, München 2009, ISBN 978-3-406-50267-5.
- Studije i rasprave. Zagreb 2002.
- Kleine Geschichte der russischen Literatur. München 2005.